# 第58摩托化旅 (烏克蘭)
第58摩托化旅是烏克蘭陸軍的一支部隊，於2015年2月17日在蘇梅組建。該旅負責指揮三支領土防御營(志願軍)部隊。此外，第58摩托化旅曾在烏克蘭東部戰鬥了九個月，直到2018年4月1日回到科諾托普駐防。
另外，部隊的軍醫因娜·傑魯索娃是第一位被追授烏克蘭英雄榮譽勳章的女性，她於2015年加入烏克蘭武裝部隊。

## 結構
截至2017年，第58摩托化旅的結構如下：
- 第58摩托化旅, 科諾托普
  - 本部連
  - 第13摩托化步兵營“切爾尼戈夫”[3]
  - 第15摩托化步兵營“蘇梅”[3]
  - 第16摩托化步兵營“波爾塔瓦”[3]
  - 旅砲兵群
    - 目标偵测連
    - 榴彈砲營（D-20）
    - 反坦克砲兵營（T-12反坦克炮）

  - 防空導彈砲兵營
  - 偵察連
  - 坦克連
  - 工程連
  - 維修連
  - 運輸連
  - 信號連
  - 醫療連
  - 狙擊排